# Klępczewo
Klępczewo (deutscher Name: Klemzow) ist ein Dorf in der polnischen Woiwodschaft Westpommern. Es gehört zur Landgemeinde Świdwin (Schivelbein) im Powiat Świdwin.

## Geografische Lage
Klępczewo liegt vier Kilometer westlich von Świdwin an der Woiwodschaftsstraße Nr. 172 Szczecinek (Neustettin) – Barwice (Bärwalde) – Połczyn-Zdrój (Bad Polzin) – Świdwin (Schivelbein) – Starogard (Stargordt) – (Resko (Regenwalde)). Nächste Bahnstation ist Świdwin an der Bahnstrecke Stargard Szczeciński–Gdańsk.

## Ortsgeschichte
Im Jahre 1499 wird Klemzow zum ersten Male urkundlich erwähnt: Kurfürst Joachim von Brandenburg und sein Bruder Albrecht belehnten in Schivelbein Hennink und Lüdecke Klemzow mit Klemzow, Lankow (polnisch: Łąkowo) und einem Teil von Wopersnow (Oparzno). Im Jahre 1564 wurde hier die Ehe zwischen Joachim von Klemzow und Margarethe von Manteuffel gestiftet.
Im Jahre 1700 ist Klemzow im Besitz derer von Beneckendorff, 1760 gehört das Gut Leutnant Carl von Beneckendorff. In dieser Zeit des Siebenjährigen Krieges hatte Klemzow unter dem Durchzug preußischer und russischer Truppen schwer zu leiden.
Im Jahre 1843 hat das Dorf 202 Einwohner, 1939 leben hier 187 Menschen, die fast ausnahmslos in der Landwirtschaft tätig sind. Die Gemeindefläche betrug damals 1000,4 Hektar. Einziger Gewerbebetrieb am Ort war eine Stärkefabrik.
Bis 1932 lag Klemzow im Landkreis Schivelbein, bis dieser in den Landkreis Belgard (Persante) eingegliedert wurde. Klemzow gehörte zum Amts- und Standesamtsbezirk Wopersnow im Amtsgerichtsbereich Schivelbein.
Gegen Ende des Zweiten Weltkriegs wurde Klemzow am 3. März 1945 von Truppen der Roten Armee besetzt. Nach Kriegsende wurde die Region zusammen mit ganz Hinterpommern unter polnische Verwaltung gestellt. Das deutsche Dorf Klemzow wurde in Klępczewo umbenannt. Die ansässige deutsche Bevölkerung wurde unter Berufung auf die sogenannten Bierut-Dekrete bis etwa 1947 aus dem Dorf vertrieben und durch zuwandernde Polen ersetzt.
Das Dorf Klępczewo (Klemzow) ist heute ein Teil  der polnischen Landgemeinde (gmina wiejska) Świdwin (Schivelbein).

### Entwicklung der Einwohnerzahl
- 1820: ca. 150[1]
- 1852: 214[2]

## Kirche

### Kirchengemeinde
Bis 1945 war Klemzow eine selbständige Kirchengemeinde, die mit den Kirchengemeinde Wopersnow und Lankow das Kirchspiel Wopersnow bildete. Es gehörte zum Kirchenkreis Schivelbein in der Kirchenprovinz Pommern der evangelischen Kirche der Altpreußischen Union. Letzter deutscher Geistlicher war Pfarrer Kurt Lemke.
Heute gehört Klępczewo zum Kirchspiel Koszalin (Köslin) in der Diözese Pommern-Großpolen der polnischen Evangelisch-Augsburgischen Kirche.

### Dorfkirche
Klemzow besaß eine Fachwerkkirche aus Eichenholz aus dem 17. Jahrhundert mit rechteckigem Grundriss und beidseitig abgewalmten Dach. Das Gotteshaus war von einem Kirchhof und einer Friedhofsmauer umgeben.
Die Kanzel war gegen Ende des 18. Jahrhunderts auf den gemauerten Altartisch aufgesetzt worden. Im Kellergewölbe der Kirche waren die Eltern des ehemaligen Reichspräsidenten Paul von Hindenburg (Robert von Beneckendorff und von Hindenburg und Luise geborene Schwickart) beigesetzt.
Die beiden Kirchenglocken, die bereits im Ersten Weltkrieg abgeliefert werden mussten, waren mit der Inschrift „v.B.“ und „v.Hin.“ (von Beneckendorf/von Hindenburg) versehen.
Die Kirche wurde nach 1945 abgerissen.

## Schule
Die einklassige Volksschule in Klemzow wurde bis 1925 von Lehrer und Organist Otto Bartelt geleitet. Sein Nachfolger war Lehrer Wendt.